# Odisha

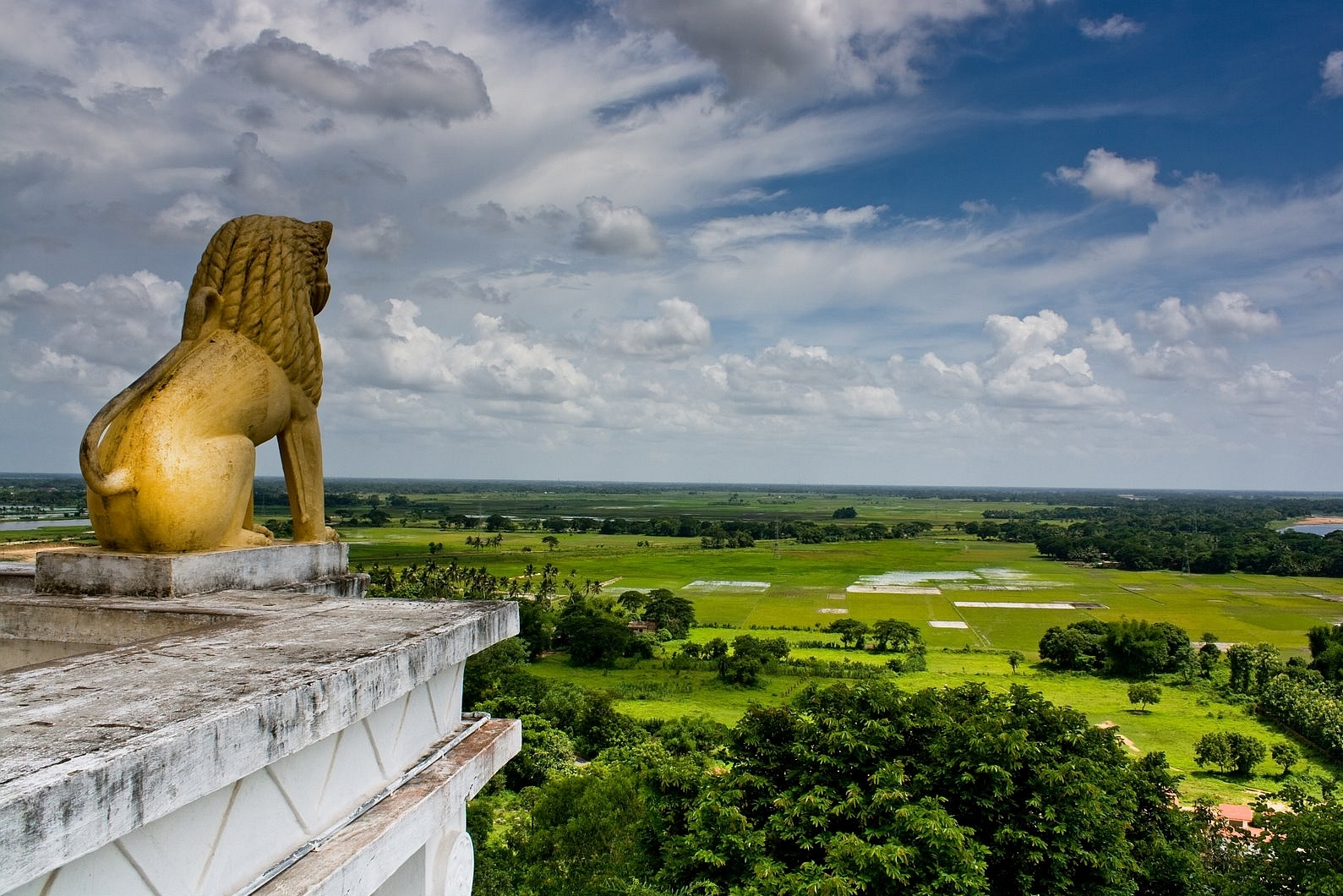
Tượng Sư vương tọa quan ở Bhubaneswar-Orissa

Odisha (tên cũ Orissa) là một bang, tọa lạc tại miền đông Ấn Độ. Nó tiếp giáp với bang Tây Bengal về phía đông-bắc, Jharkhand về phía bắc, Chhattisgarh về phía tây và tây bắc, và Andhra Pradesh về phía nam. Odisha có 485 kilômét (301 mi) đường bờ biển dọc theo vịnh Bengal về phía đông, kéo dài từ Balasore đến Malkangiri. Đây là bang đông dân thứ 9, và là bang có diện tích lớn thứ 11. Tiếng Odia (còn gọi là Oriya) là ngôn ngữ chính thức và được nói rộng rãi nhất, với khoảng 33,2 triệu người bản ngữ.
Cổ vương quốc Kalinga, nơi từng bị hoàng đế Ashoka của Maurya xâm chiếm vào năm 261 TCN, gây ra chiến tranh Kalinga, là vùng đất tương ứng với lãnh thổ Odisha ngày nay. Orissa được thiết lập này 1 tháng 4 năm 1936, như một tỉnh của Ấn Độ thuộc Anh, bao gồm các vùng nói tiếng Oriya. Ngày 1 tháng 4 hàng năm được chào mừng như ngày Odisha. Vùng đất này được được gọi là Utkala và được nhắc đến trong quốc ca Ấn Độ, "Jana Gana Mana". Hiện nay,
Bhubaneswar là thủ phủ của Odisha.